# Comete (figlio di Testio)
Comete (in greco antico: Κομήτης?, Kométēs) è un personaggio della mitologia greca, figlio di Testio e fratello di Leda, Altea e Protoo.

## Mitologia
Comete è uno dei due figli di Testio citati da Pausania come partecipanti alla caccia del cinghiale calidonio e che, come il fratello Protoo, non fu ucciso da Meleagro per aver strappato la pelle del dorso del cinghiale dalle mani di Atalanta. 

L'uccisione successe invece a Plessippo e Tosseo, quest'ultimo citato come figlio di Testio solo da Ovidio mentre Plesippo viene citato anche da Apollodoro.
Probabilmente Comete è anche il padre di Asterio, un pelopide che diventò uno degli Argonauti, questo perché sua moglie dovrebbe essere stata Antigone che viene citata come madre di Asterio da Igino.